# VCDHD
Le VCDHD (Versatile Compact Disc High Density) est un nouveau format de disque optique supposé concurrencer le DVD, le HD DVD ou encore le Blu-ray. Lancé sur le marché russe et ukrainien, ses atouts sont le faible coût de ses licences et sa double compatibilité avec les lasers rouges et bleus. Le disque sera à la fois lisible sur une platine DVD et sur une platine Blu-ray. Sa capacité est de 4,7 Go par couche lorsqu'il est gravé avec un laser rouge et passe à 15 Go par couche lorsqu'il est gravé avec un laser bleu. Le format se destine aux films, aux logiciels, aux jeux et au monde de l'entreprise. Le premier VCDHD proposera un film ukrainien "Prorwemos" et sera vendu aux alentours de 4,5 dollars.

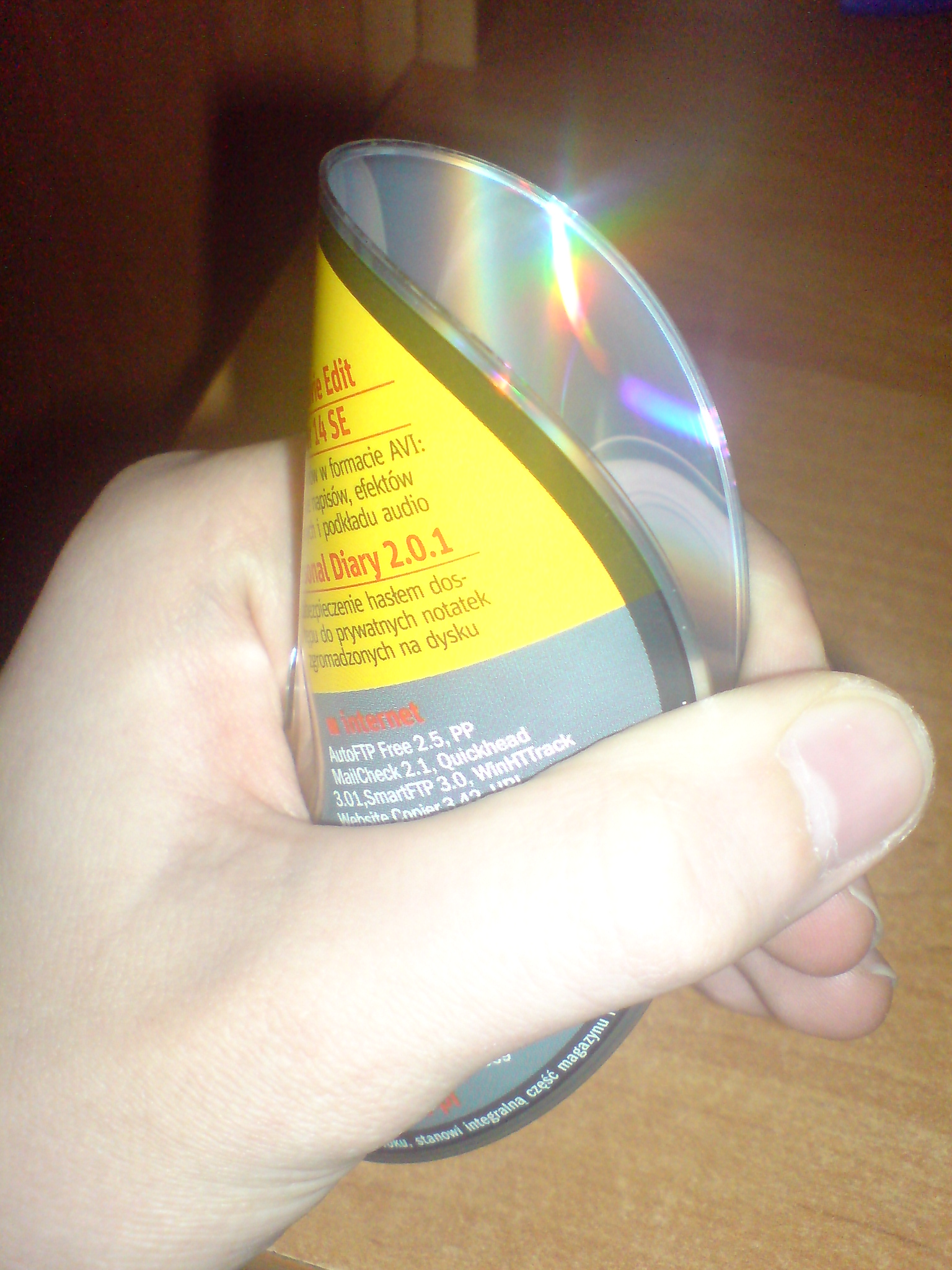